# Groupe Hachicha
Le groupe Hachicha, aussi appelé groupe Mohsen Hachicha (arabe : مجموعة محسن حشيشة), est un groupe privé tunisien présent dans plusieurs secteurs économiques dont l'industrie agroalimentaire, la chimie, l'électroménager et l'informatique.
Le groupe possède plusieurs usines situées dans la banlieue sud de Tunis (Ben Arous, Bir Kassaa et La Manouba) et réalise un chiffre d'affaires de plus de 400 millions de dinars tunisiens en 2010.

## Histoire
En 1960, Mohsen Hachicha, ingénieur diplômé de l'Institut français du pétrole, lance une activité de forage après une première expérience au ministère de l'Agriculture. En 1971, il agrandit son groupe en investissant dans la plasturgie avec Inoplast, une société fabricant des tubes en PVC. En 1987, le groupe crée la marque de couscous et pâtes alimentaires Randa.
Dès 2001, la marque d'électroménager et téléviseurs chinoise Haier est présente sur le territoire tunisien grâce à un partenariat de distribution avec le groupe Hachicha.
En mars 2011, le groupe consolide ses activités de climatisation au sein d'une nouvelle société, Climatech International. Le groupe communique également ses pertes liées au printemps arabe qui s'élèvent à 28 millions de dollars.
En 2013, le groupe Hachicha ouvre son premier magasin Euronics City à Sousse,.
En 2015, le groupe se lance dans la restauration rapide en s'octroyant un master franchise du groupe belge Quick ; le premier restaurant ouvre ses portes le 20 avril 2015 dans le centre commercial Carrefour. La même année, le groupe lance également ses activités d'équipement d'hôtels, cafés et restaurants avec la création de la société Global Equipment Commerce. Fin 2015, le groupe crée la société Alfet El Machia, spécialisée dans la production de produits alimentaires pour animaux,. Le groupe signe également un accord de partenariat pour le développement de Darty en Tunisie, accord mis en suspens à la suite de l'acquisition de Darty par la Fnac.
Début 2018, la branche agroalimentaire du groupe est pressentie pour une entrée en bourse d'ici l'année suivante.

## Activités
Le groupe Hachicha est présent dans l'électroménager grâce à son partenariat avec LG pour qui il fabrique et commercialise ses climatiseurs et réfrigérateurs à travers la société Électrostar.
Depuis quelques années, le groupe Hachicha investit dans l'informatique et les NTIC. Il crée des logiciels et héberge des plates-formes informatiques.

## Marques et sociétés
- Agroalimentaire : Société meunière de Tunisie, Les Industries alimentaires (Randa), Tunisie Farine, Boulangerie viennoiserie méditerranéenne, Widco Transport, Société Alfet El Machia
- Chimie et plasturgie : Inoplast et Inoplast Loisirs, Tunipen, Mixal, Manufacture tunisienne de vernis, Semapa, Imerys
- Électrodomestique, multimédia et services : Électrostar, Haier, Société de développement industriel et commercial, Climatech (TRANE), Digital, L'Affiche tunisienne, OpenNet, Webcom